# Políchni
Políchni är en ort i Grekland.   Den ligger i prefekturen Nomós Thessaloníkis och regionen Mellersta Makedonien, i den norra delen av landet, 300 km norr om huvudstaden Aten. Políchni ligger 109 meter över havet och antalet invånare är 39 765.
Terrängen runt Políchni är kuperad åt nordost, men åt sydväst är den platt. En vik av havet är nära Políchni åt sydväst. Runt Políchni är det mycket tätbefolkat, med 10 000 invånare per kvadratkilometer. Närmaste större samhälle är Thessaloníki, 3,0 km sydväst om Políchni. Runt Políchni är det i huvudsak tätbebyggt.